# Микола Вершинін (консул БНР)
Микола Вершинін (біл. Мікалай Вяршынін; нар. 1878, с. Прямухіне, Новоторзький повіт, Російська імперія — 6 травня 1934, Прага, Чехословаччина) — консул БНР у Чехословаччині, уповноважений БНР з питань білоруських військовополонених в Чехословаччині (1918–1925). Професор.

## Біографія
1921 року Микола Вершинін, як консул БНР, домігся від чехословацького уряду більш ніж 100 стипендій для студентів-білорусів. Брав участь у житті білоруської еміграції — з 1925 року голова Білоруської громади в Празі. 1928 року у Празі він заснував та керував Білоруським закордонним архівом.

## Сім'я
Микола Вершинін був одружений на чеській жінці, яка разом з ним допомогала новоприбулим білоруським студентам. У нього була дочка Ольга, дружина інженера Олександра Калоші. 1948 року Калоша був заарештований і 20 січня 1949 року був переведений Чехословаччиною до СРСР, де був засуджений. Після відбуття свого терміну в таборах Олександр Калоша повернувся до Праги, але Ольга заподіяла собі смерть, їхніх дітей (двох дочок) виховав хтось з білоруських емігрантів.